# Tanaorhinus rafflesii
Tanaorhinus rafflesii là một loài bướm đêm trong họ Geometridae.